# Gerő Gusztáv
Gerő Gusztáv (Hegybánya, 1889. december 11. – Losonc, 1979. október 24.) festő, grafikus, iparművész.

## Életútja
1921-ben diplomázott a Magyar Képzőművészeti Főiskolán, mestere Révész Imre volt. Az első világháborúban szibériai hadifogságba kerül, majd az Amerikai Egyesült Államokon és Nyugat-Európán keresztül tért vissza Magyarországra. Utazásai során az Egyesült Államokban Kárász Ilonkától sajátította el a batikolás technikáját. Tanított Losoncon, egész idős koráig működött pedagógusként. Restaurálással is foglalkozott és műítész bírósági szakértő is volt. Cseh Lajossal közösen vezettek batikműhelyt. 1926-ban gyűjteményes kiállításon mutatta be képeit. Alkotásai kisméretű képek, gyakori témája az erdő.

## Egyéni kiállítások
- 1973 • SBM, Selmecbánya (kat.)
- 1974 • Kultúrház, Losonc (kat.)
- 1976 • DMM, Komárom (kat.)
- 1984 • NG, Losonc
- 1989 • NG, Losonc
- 1994 • NG, Losonc
- 1995 • SJG, Pápa.

## Művek közgyűjteményekben
DMM, Komárom • NG, Losonc • Nógrádi Múzeum, Losonc • SG BB, Besztercebánya • SBM, Selmecbánya.